# Hohenheim

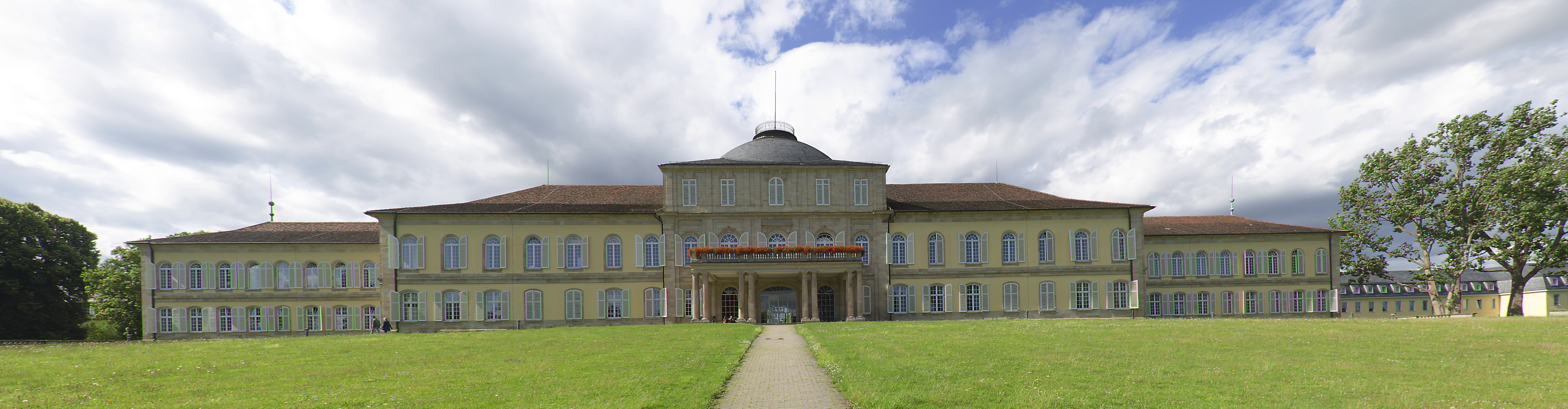
Palacio de Hohenheim, en el Campus Universitario.

Hohenheim es un barrio de Stuttgart en el estado federado alemán de Baden-Wurtemberg. Entre 1771 y 1793, el duque Carlos Eugenio de Wurtemberg construyó una casa de campo en Hohenheim. El lugar es bien conocido por la Universidad de Hohenheim, situada allí.

## Universidad de Hohenheim
El 20 de noviembre de 1818, Hohenheim se convirtió en la sede de una importante institución agrícola, fundada por el rey Guillermo I de Wurtemberg para enseñanza, experimentación y demostraciones. Su primer director fue Johann Nepomuk Schwerz, y se encontraba en el palacio construido por el duque Carlos Eugenio.
En 1847 la institución accedió al rango de Academia de agricultura y silvicultura. En 1904 el nombre fue cambiado a Colegio agrícola. Obtuvo la potestad de conceder doctorados en 1918 y habilitaciones en 1919. Fue renombrada a Universidad de Hohenheim en 1967.
Actualmente hay unos 5.000 estudiantes en la universidad, principalmente enfocada hacia ciencias económicas y administración empresarial. Es una de las más importantes de Alemania en cuanto a dirección empresarial, económicas y ciencias biológicas, como agricultura.